# Пурпурните реки
Пурпурните реки (на френски: Les rivières pourpres) е френски полицейски филм от 2000 г. с режисьор Матийо Касовиц, сниман по френски роман, който се различава доста от филма. През 2004 излиза продължение на филма с името Пурпурните реки II: Ангели на Апокалипсиса.

## Преглед
Внимание:  Текстът по-долу разкрива сюжета на произведението (или части от него)!
Разказва се за невероятната история на едно елитно старо училище от типа на Оксфорд или Кеймбридж, но във Франция, в което идеите за физическото и морално превъзходство на аристокрацията са били допълнени с опита на нацистите през Втората световна война. В това елитно училище една малка група заговорници избира тайно децата в университетското градче, така че от силните и здрави селски деца и умствено превъзхождащите ги деца на преподаватели да се получи кръстоска от свръхинтелигентни, силни и здрави хора. Опитът е успешен, докато природата се намесва по най-типичния за нея начин – в един от случаите се раждат близнаци, които с факта че са две, а не предвиденото едно дете, объркват всичко.
Следва истински хаос от необясними дребни и тежки криминални деяния, които заливат градчето двадесет години по-късно.
Двамата полицаи, Жан Рено и Венсан Касел, играят по съвсем холивудски маниер, т.е. с много екшън и съспенс, а бойните сцени и надбягванията се редуват с лирични отклонения.
1. ↑  www.imdb.com //   Посетен на 2 май 2016 г.
2. 1 2 3 4  www.allocine.fr //   Посетен на 2 май 2016 г.
3. 1 2 3  stopklatka.pl //   Посетен на 2 май 2016 г.
4. 1 2  www.filmaffinity.com //   Посетен на 2 май 2016 г.
5. 1 2 3 4 5  europeanfilmawards.eu //    Архивиран от оригинала. Посетен на 11 ноември 2020 г.
6. 1 2 3  www.imdb.com //   Посетен на 2 май 2016 г.
7. ↑  www.variety.com
8. ↑  boxofficemojo.com